# Vatrocijevni kotao
Vatrocijevni kotlovi su kotlovi u kojima u cijevi ili cijevima struje vrući plinovi izgaranja. Ovo je jedan od dva glavna tipa kotlova, a drugi je vodocijevni kotao. Vatrocijevni kotao je prvi proizveden, te je imao vrlo široku primjenu tijekom industrijske revolucije. Ovaj tip kotla ugrađivao se na sve parne lokomotive, a vrlo široku primjenu je imao i na brodovima. Danas, oni imaju primjenu uglavnom kao niskotlačni kotlovi, u sustavima grijanja ili kao pomoćni kotlovi u većim postrojenjima.
U upotrebi kod nas se uvriježio naziv Škotski kotao za sve tipove vatrocijevnih kotlova, iako je Škotski kotao samo jedna od izvedbi vatrocijevnog kotla.

## Vrste vatrocijevnih kotlova
Cilindrični Cornwall kotao je jedan od prvih konstruiranih pravih kotlova. Karakterizira ga dugačko ložište smješteno u cilindričnom parnom domu. 
Cilindrični Lancashire kotao je modifikacija Cornwall kotla koja ima dva paralelna ložišta, tj. dvije cijevi po dužini kotla.
Cilindrični kotao za lokomotive ima cijev ložišta i veći broj malih dimovoda. Dobro provjetravanje se omogućava injektiranjem pare u ispuh kotla, a veći broj manjih dimovoda povećava površinu izmjene topline.
Okomiti vatrocijevni kotao ili Škotski kotao ima okomiti cilindrični oblik, s ložištem na dnu i snopom okomito postavljenih dimovodnih cijevi.

### Izvedbe
Tijekom razvoja kotlova razni dodaci na kotlovima su napravljeni s ciljem povećanja učinkovitosti vatrocijevnog kotla ili s ciljem postizanja pregrijanja pare. Tako se u sustave vatrocijevnog kotla ubacio jedan 'uljez'. Na slici kotla za lokomotivu jasno se može vidjeti vodocijevni dio pregrijača pare koji je ubačen u čisto vatrocijevni kotao.

## Princip rada vatrocijevnog kotla
Kod svih kotlova gorivo izgara u ložištu i proizvodi toplinu. Ložište je okruženo ogrijevnom površinom, gdje je iza metalnog sloja voda. Vrući dimni plinovi iz ložišta idu dugim cijevima uzduž kotla i predaju svoju toplinu preko stijenki cijevi na vodu koja se nalazi oko cijevi. Toplina koja se preda u ložištu i cijevima zagrijava vodu i ona isparava. Na vrhu cilindra se nalazi parni dom gdje se sakuplja zasićena para, koja se odvodi prema potrošačima, ili kao što je slučaj na slici desno, odvodi se na pregrijač pare, gdje se dodatno zagrijava. Pregrijana para se zatim upotrebljava kao pogonska para za parni stapni stroj, a rjeđe i za parnu turbinu. Ispušni plinovi se zatim odvode vani preko dimnjaka, a ponekad se dodatno upotrebljavaju za zagrijavanje napojne vode, čime se dodatno povećava stupanj iskorištenja kotla.
Dovod zraka se osiguravao visokim dimnjacima, a posebno je to vidljivo na brodovima. Kod parnih lokomotiva, još od lokomotive George Stephensona, dodatni zrak se dobivao usmjeravanjem izlazne pare u dimnjak, gdje je prolazeći kroz sapnicu proizvodila djelomičan podtlak. Modernije izvedbe imaju ventilator za tu namjenu. 
Povećanje ekonomićnosti i smanjenje vremena parospremnosti je omogoućeno izgradnjom cilindričnog kotla s većim brojem manjih cijevi, umjesto jedne velike cijevi kao što je to bio slučaj kod Cornwall-skog kotla. Time se jako povećala površina izmjene topline, a time i uvjeti iskorištavanja vatrocijevnog kotla.

## Sigurnost kotla
Da bi kotao mogao raditi na siguran način, te da bi se izbjegle neželjene posljedice i ljudske žrtve bilo je potrebno na kotao ugraditi zaštitne uređaje koji će to spriječiti. Najvažniji problem kod kotla je njegova eksplozija koja bi se mogla dogoditi zbog prekomjernog povećanja tlaka. Da bi se izbjegla eksplozija ugrađeni su ventili za rasterećenje kotla u slučaju prekomjernog tlaka, odnosno sigurnosni ventili. Također, na kotlu se ugrađuju kalibrirane ploče koje imaju zadatak da pri prekomjernom tlaku puknu i propuste paru vani čuvajući time ostatak kotla od pucanja.
Sljedeći problem predstavlja detekcija nedostatka vode u kotlu. Prvi uređaij su uključivali zaštitu putem umetaka koji su se talili na nižoj temperaturi od materijala kotla i time omogućavali detekciju niskog nivoa. 
Danas, sve je automatizirano, kontrola nivoa i tlaka izvodi se automatski, ali osnovni sustavi zaštite (sigurnosni ventili) su i dalje prisutni čime se osigurava kotao od kvara automatike.

## Održavanje
Da bi kotao radio ispravno, potrebno je osigurati odgovarajuće održavanje. Održavanje kotlova danas je potpuno različito od održavanja nekada. Najveća pažnja se posvećuje kvaliteti vode, koja bi u idealnom slučaju trebala biti destilirana. Voda se tretira kemikalijama čime joj se poboljšavaju svojstva i sprječava korozija dijelova kotla. Uz to, voda se redovno ispitiva, te po potrebi mjenja, uz redovito odmuljivanje i otpjenjivanje.
Mehaničko održavanje samog kotla se također planira periodički. Potrebno je ispitati rad svih sigurnosnih uređaja,svih pokazivača nivoa,manometara, ventila, pregledati i očistiti ložište i kalibriranim četkama pročistiti dimovode da se spriječi nakupljanje čađe. Vodeni dio je također potrebno pregledati i očistiti od nakupljenog mulja i kamenca.

## Vanjske poveznice
- A locomotive boiler
- A "hot" boiler washout in pictures  Arhivirana inačica izvorne stranice od 3. studenoga 2007. (Wayback Machine)
- Picture gallery showing boiler internal features and defects.  Arhivirana inačica izvorne stranice od 6. veljače 2012. (Wayback Machine)
- BS EN 12953 is the relevant contemporary standard, which supersedes BS2790.  Arhivirana inačica izvorne stranice od 3. studenoga 2007. (Wayback Machine)